# 斎木逸造

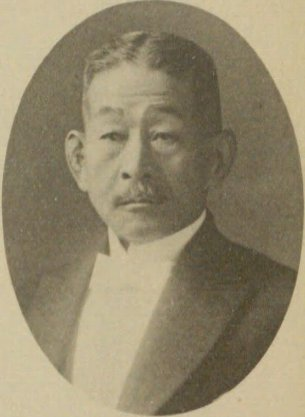
斎木逸造

斎木 逸造（さいき いつぞう、明治4年4月8日（1871年5月26日） - 昭和30年（1955年）11月1日）は、山梨県出身の政治家。甲府市長（官選第16代）。号は天民。

## 略歴
甲府県巨摩郡牧原村（現在の山梨県北杜市）に漢方医の父「良斎」、母「たけ」の長男として生まれる。明治18年（1885年）頃、山梨県北巨摩郡祖母石村の漢学者菊島茂村が開いた茂村塾に入門し漢学、書道を学び、明治21年（1888年）に武里村（明治8年（1875年）に牧原村、新奥村及び宮脇村が合併して成立）の冨里尋常小学校の授業生として採用された。この頃、当時の思想的主流であった自由民権運動に関心を示し、特に中江兆民に心酔した斎木は、存分に自由民権運動に挺身することを決意し、受業生を辞して北海道に渡り一旦は巡査に採用されたものの、内務省巡査採用規程による採用年齢に達していないため不採用となった。その後、上京した斎木は明治23年（1890年）に自由党の院外団壮士となった。
明治32年（1899年）9月に甲斐新聞が創刊されると主筆として入社し、明治36年（1903年）には甲斐新聞社の社長となった。明治38年（1905年）に甲府市会議員に当選し明治38年（1905年）5月28日から大正3年（1914年）5月27日まで在任。その後も甲府市会議員として、大正7年（1918年）5月28日から昭和10年（1935年）8月26日まで在任し、昭和9年（1934年）6月8日から昭和10年（1935年）8月26日まで甲府市会議長を務めている。また、明治40年（1907年）10月には北巨摩郡選出の山梨県会議員に当選し明治44年（1911年）10月まで在任。その後、大正12年（1923年）10月には甲府市選出の山梨県会議員に当選し、昭和10年（1935年）10月まで在任、昭和2年（1927年）10月31日から昭和3年（1928年）11月21日まで山梨県会議長を務めている。
新海栄治前市長の任期満了後、新海再選、斎木擁立の両派が激しく対立したが、新海を推す甲府革新党の方向転換により、昭和10年（1935年）8月27日の甲府市長選出市会において斎木が選出（出席議員33名中、斎木32票、無効票1票）され、同年8月27日から昭和14年（1939年）9月11日まで第16代甲府市長を務めている。また、市長退任後、昭和14年（1939年）10月の山梨県会議員補欠選挙において甲府市選出の県会議員に当選し昭和18年（1943年）まで在任した。
昭和26年（1951年）10月に山梨県政功労者、同年11月に地方自治の功労者として藍綬褒章を受章、昭和30年（1955年）4月1日には甲府市最初の名誉市民に選ばれている。甲府市は斎木の逝去に際し、名誉市民である故人の多年の功績から、昭和30年（1955年）11月5日に甲府市太田町の一蓮寺において市葬が行われている。また、昭和33年（1958年）12月1日には甲府市太田町の遊亀公園内に「甲府市名誉市民天民斎木逸造翁之碑」と題する頌徳碑が甲府市により建立されている。